# Cimitero serbo-ortodosso di Trieste

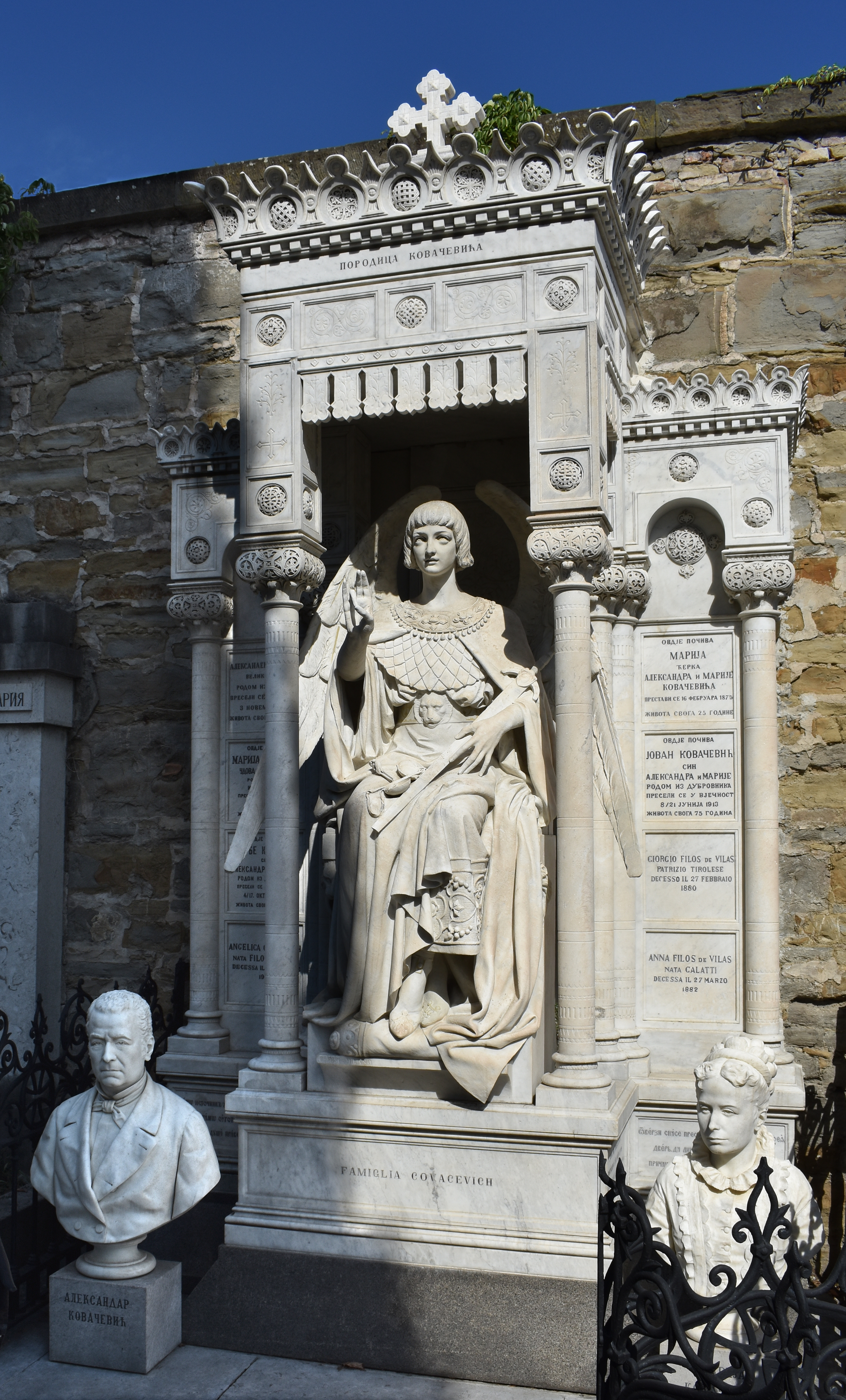
Statue del cimitero

Il Cimitero serbo-ortodosso di Trieste, detto anche Cimitero di San Giorgio, è un cimitero della comunità serbo-ortodossa di Trieste.
Si trova in via della Pace e fa parte del complesso cimiteriale di Sant'Anna, insieme ai cimiteri Evangelico, Ex Militare, Ebraico e Greco-Orientale. 

## Storia
In origine, i defunti della comunità serbo-ortodossa di Trieste furono sepolti nel sagrato di San Spiridione, finché Maria Teresa non concesse, nel 1772, il permesso di costruire un cimitero a Barriera Vecchia, aperto nel 1785. Dopo altri cento anni, a causa dell'ampliamento della città, fu costruito l'attuale cimitero ortodosso serbo e vi furono reinterrati i resti dei precedenti cimiteri. Il cimitero comprende una piccola cappella dedicata a San Giorgio e fa parte della più ampia Comunità Religiosa Serbo-Ortodossa di Trieste. Nel 2016 è iniziato un ampio progetto di restauro condotto da esperti di conservazione locali.